# Lijst van voetbalinterlands Mali - Niger
Deze lijst van voetbalinterlands is een overzicht van alle officiële voetbalwedstrijden tussen de nationale teams van Mali en Niger. De Afrikaanse landen hebben tot op heden acht keer tegen elkaar gespeeld. De eerste ontmoeting was een kwalificatiewedstrijd voor de Afrika Cup 1972 op 12 december 1970 in Niamey. Het laatste duel, een groepswedstrijd tijdens de Afrika Cup 2013, werd gespeeld in Port Elizabeth (Zuid-Afrika) op 20 januari 2013.

## Wedstrijden
| № | Plaats         | Datum            | Competitie                   | Wedstrijd    | Uitslag |
| - | -------------- | ---------------- | ---------------------------- | ------------ | ------- |
| 1 | Niamey         | 12 december 1970 | Afrika Cup 1972 kwalificatie | Niger − Mali | 0 − 1   |
| 2 | Bamako         | 27 december 1970 | Afrika Cup 1972 kwalificatie | Mali − Niger | 3 − 1   |
| 3 | Niamey         | 13 november 1983 | Vriendschappelijk            | Niger − Mali | 1 − 1   |
| 4 | Niamey         | 14 november 1983 | Vriendschappelijk            | Niger − Mali | 1 − 1   |
| 5 | Niamey         | 25 januari 1987  | Vriendschappelijk            | Niger − Mali | 1 − 0   |
| 6 | Niamey         | 18 oktober 1992  | Vriendschappelijk            | Niger − Mali | 0 − 2   |
| 7 | Niamey         | 15 november 1992 | Vriendschappelijk            | Niger − Mali | 0 − 1   |
| 8 | Port Elizabeth | 20 januari 2013  | Afrika Cup 2013              | Mali − Niger | 1 − 0   |

## Samenvatting
| Competitie              | Totaal gespeeld | Winst Mali | Gelijk | Winst Niger | Doelsaldo Mali – Niger |
| ----------------------- | --------------- | ---------- | ------ | ----------- | ---------------------- |
| Afrika Cup              | 1               | 1          | 0      | 0           | 1 − 0                  |
| Afrika Cup-kwalificatie | 2               | 2          | 0      | 0           | 4 − 1                  |
| Vriendschappelijk       | 5               | 2          | 2      | 1           | 5 − 3                  |
| Totaal                  | 8               | 5          | 2      | 1           | 10 − 4                 |

FMF · A-internationals · Bondscoaches · Malinees vrouwenelftal · Olympisch elftal
1960 – 1969 · 
1970 – 1979 · 
1980 – 1989 · 
1990 – 1999 · 
2000 – 2009 · 
2010 – 2019 · 
2020 – 2029
OS 2004
1962 · 
1963 · 
1964 · 
1965 · 
1966 · 
1967 · 
1968 · 
1969 · 
1970 · 
1971 · 
1972 · 
1973 · 
1974 · 
1975 · 
1976 · 
1977 · 
1978 · 
1979 · 
1980 · 
1981 · 
1982 · 
1983 · 
1984 · 
1985 · 
1986 · 
1987 · 
1988 · 
1989 · 
1990 · 
1991 · 
1992 · 
1993 · 
1994 · 
1995 · 
1996 · 
1997 · 
1998 · 
1999 · 
2000 · 
2001 · 
2002 · 
2003 · 
2004 · 
2005 · 
2006 · 
2007 · 
2008 · 
2009 · 
2010 · 
2011 · 
2012 · 
2013 · 
2014 ·
2015 ·
2016 ·
2017 ·
2018 ·
2019 ·
2020 ·
2021 ·
2022 ·
2023 ·
2024
Algerije · 
Angola · 
Benin · 
Botswana · 
Burkina Faso ·
Burundi · 
Centraal-Afrikaanse Republiek ·
China · 
Comoren ·
Congo-Brazzaville · 
Congo-Kinshasa · 
DDR · 
Egypte · 
Equatoriaal-Guinea · 
Eritrea · 
Ethiopië ·
Gabon · 
Gambia · 
Ghana · 
Guinee · 
Guinee-Bissau · 
Iran · 
Ivoorkust · 
Japan ·
Kaapverdië · 
Kameroen · 
Kenia · 
Koeweit · 
Kroatië ·
Liberia · 
Libië · 
Litouwen · 
Madagaskar · 
Malawi · 
Marokko ·
Mauritanië ·
Mozambique ·
Namibië ·
Niger ·
Nigeria ·
Noord-Korea ·
Oeganda ·
Oman ·
Qatar ·
Rwanda ·
Saoedi-Arabië ·
Senegal ·
Seychellen ·
Sierra Leone ·
Soedan ·
Swaziland ·
Togo ·
Tsjaad ·
Tunesië ·
Zambia ·
Zimbabwe ·
Zuid-Afrika ·
Zuid-Korea ·
Zuid-Soedan
FNF · Nigerees vrouwenelftal
Interlands
Tegenstander:
Algerije ·
Angola ·
Benin ·
Botswana ·
Burkina Faso ·
Burundi ·
Congo-Brazzaville ·
Congo-Kinshasa ·
Djibouti ·
Egypte ·
Equatoriaal-Guinea ·
Ethiopië ·
Gabon ·
Gambia ·
Ghana ·
Guinee ·
Ivoorkust ·
Kaapverdië ·
Kameroen ·
Lesotho ·
Liberia ·
Libië ·
Madagaskar ·
Mali ·
Marokko ·
Mauritanië ·
Mozambique ·
Namibië ·
Nigeria ·
Oeganda ·
Oekraïne ·
Senegal ·
Sierra Leone ·
Soedan ·
Somalië ·
Swaziland ·
Tanzania ·
Togo ·
Tsjaad ·
Tunesië ·
Zambia ·
Zuid-Afrika